# مدرسة وخانقاه ابن غراب
مدرسة وخانقاه ابن غراب أنشأها القاضي الأمير سعد الدين إبراهيم بن عبد الرزاق بن غراب سنة 808 هجرية .

## وصفه
تشغل المدرسة مساحة غير منتظمة وهى مستطيلة الشكل، يتوسطها صحن مكشوف صغير يحيط به أربعة إيوانات أكبرها إيوان القبلة ويليه الإيوان الغربي المقابل له ، أما الإيوانان الشمالي و الجنوبي فصغيران  .